# Дъбюк
За окръга вижте Дъбюк (окръг).
Дъбюк (на английски: Dubuque) е град в Айова, Съединени американски щати, административен център на окръг Дъбюк. Разположен е на десния бряг на река Мисисипи. Населението му е 58 276 души по (приблизителна оценка за 2017 г.).
В Дъбюк е роден геологът Уилям Джон Макгий (1853 – 1912).